# Cyclosorus parasiticus
Cyclosorus parasiticus är en kärrbräkenväxtart. Cyclosorus parasiticus ingår i släktet Cyclosorus och familjen Thelypteridaceae.

## Underarter
Arten delas in i följande underarter:
- C. p. manickirudorum
- C. p. parasitica
- C. p. mangarevensis
- C. p. pitcairnensis
- C. p. rapensis
- C. p. rurutuensis